# Mariposa (métro de Los Angeles)
Pour les articles homonymes, voir Mariposa.
Mariposa est une station du métro de Los Angeles desservie par les rames de la ligne K et située dans la ville d'El Segundo en Californie.

## Localisation
Station aérienne du métro de Los Angeles, Mariposa est située sur la ligne K à l'intersection de Mariposa Avenue et Nash Street.

## Histoire
La station est mise en service le 12 août 1995, lors de l'ouverture de la ligne C du métro de Los Angeles. La section de ligne sur laquelle elle se trouve est basculée sur la ligne K le 3 novembre 2024.

## Service

### Accueil

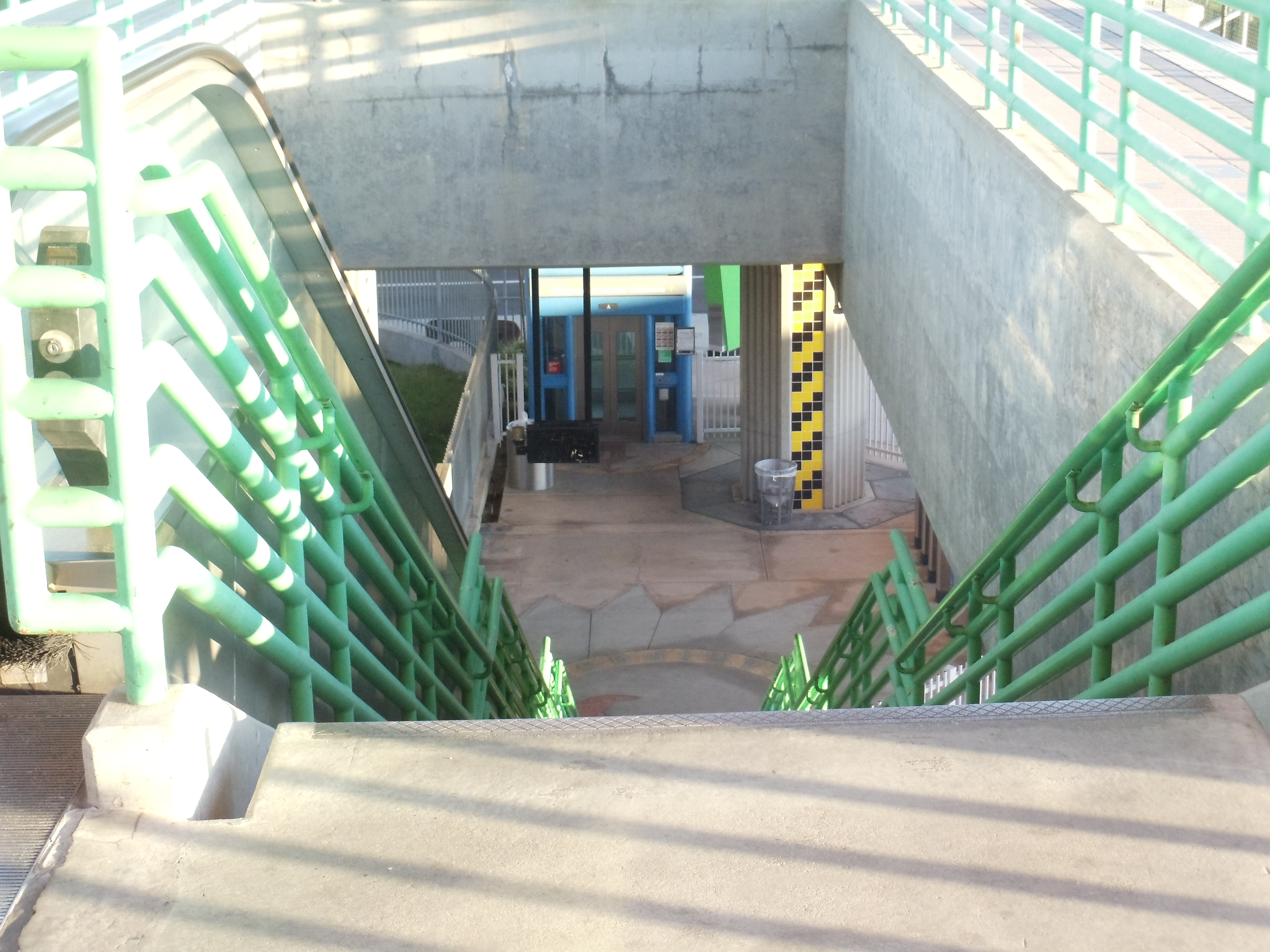
Escaliers menant au quai de la station.
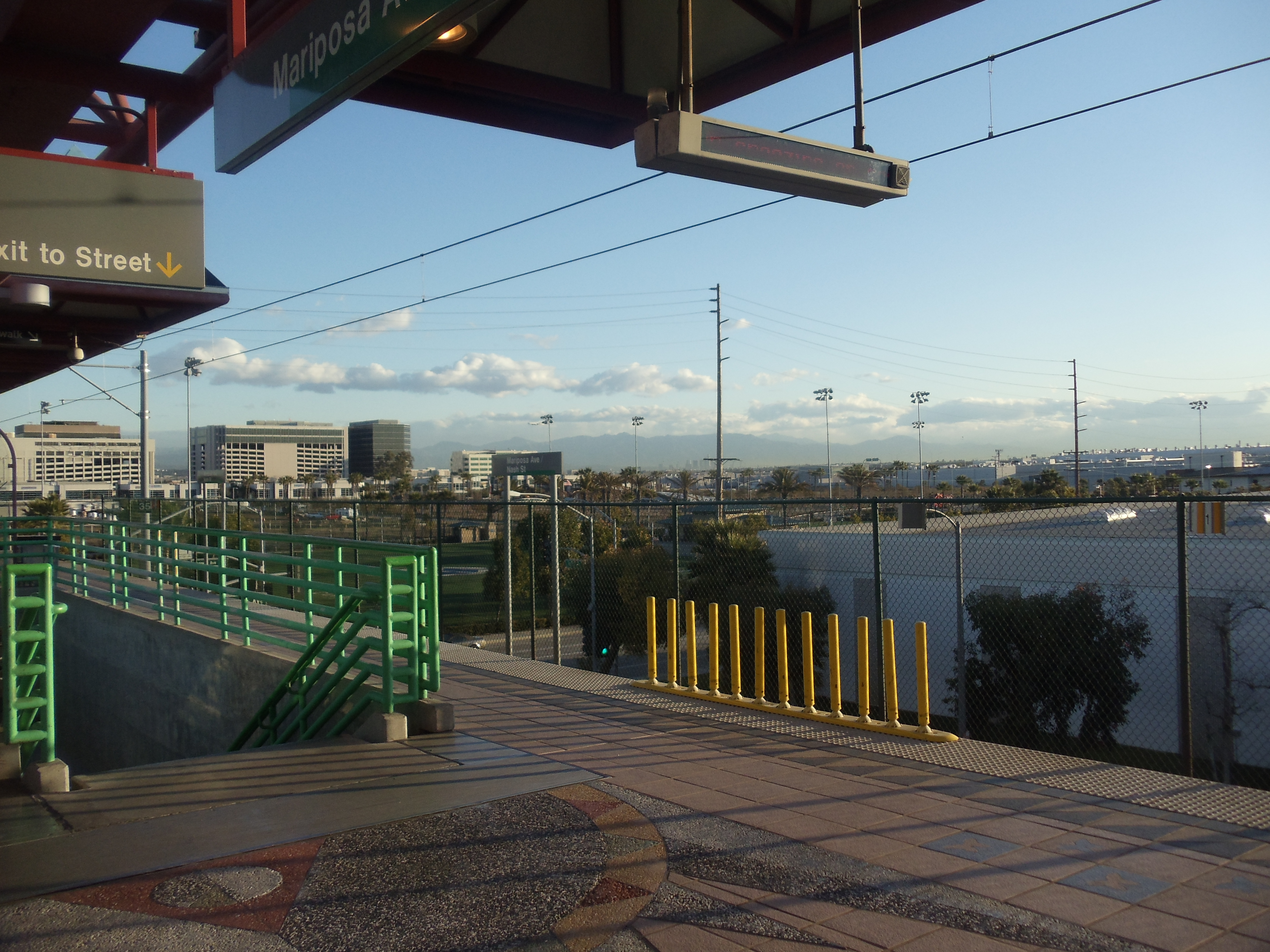
Vue de la plateforme centrale.
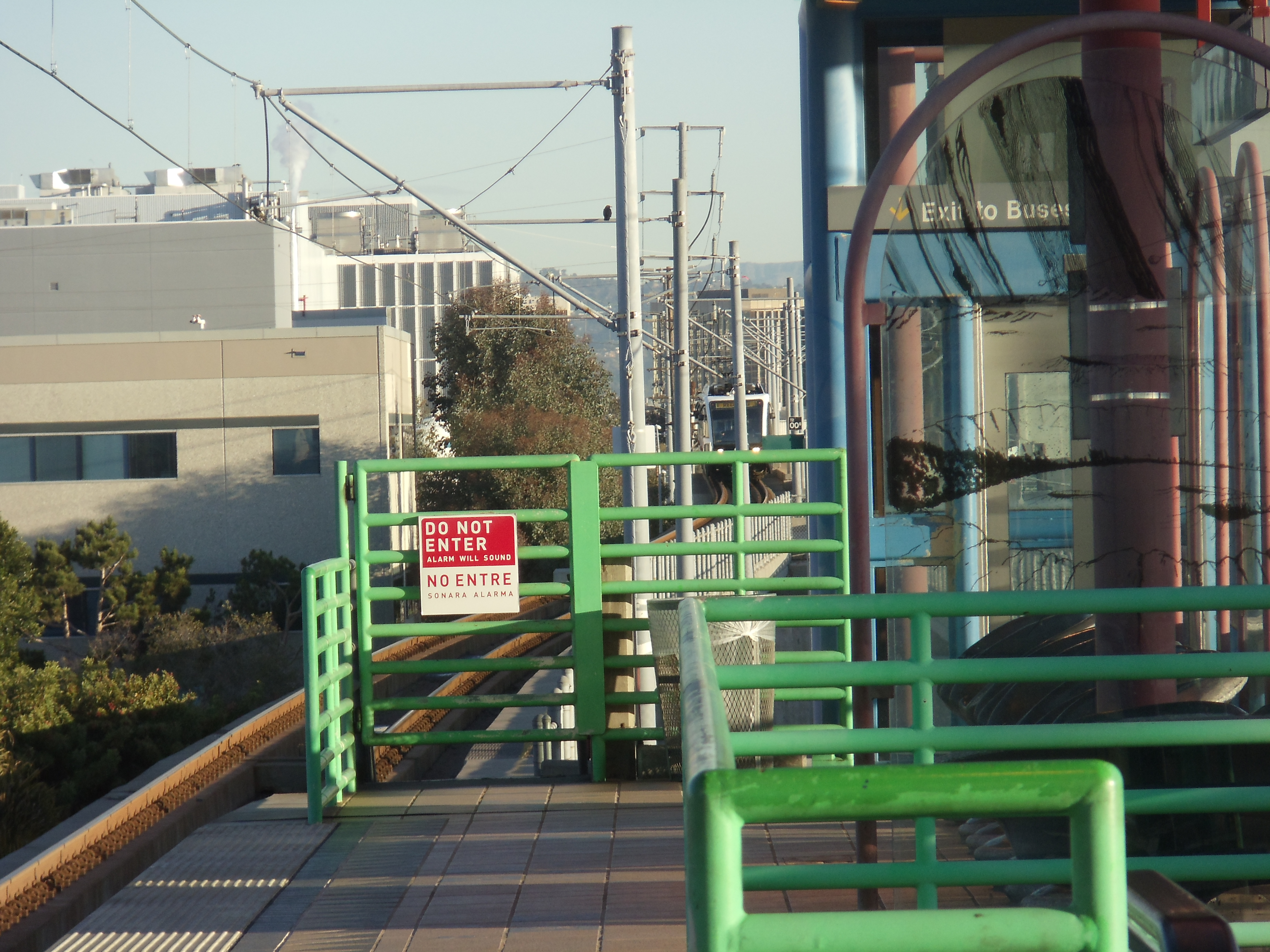
Fin de quai.

### Desserte
Mariposa est desservie par les rames de la ligne K du métro. La station est aussi située à proximité du Campus El Segundo Athletic Fields (en) et du Toyota Sports Center.

### Intermodalité
La station est desservie par la ligne d'autobus 232 de Metro et la ligne 7 de Torrance Transit (en).

## Architecture et œuvres d'art
La station, comme sur l'ensemble du réseau métropolitain, comprend plusieurs œuvres, ici sur le thème des papillons, Mariposa étant le mot espagnol pour désigner l'insecte.